# 代里克
代里克（土耳其語：Derik，羅馬化：Dêrike）是土耳其的城鎮，由馬爾丁省負責管轄，位於該國東南部，面積1,323平方公里，海拔高度約1,500米，主要經濟活動是農業，2010年人口20,266。